# David Giménez Carreras

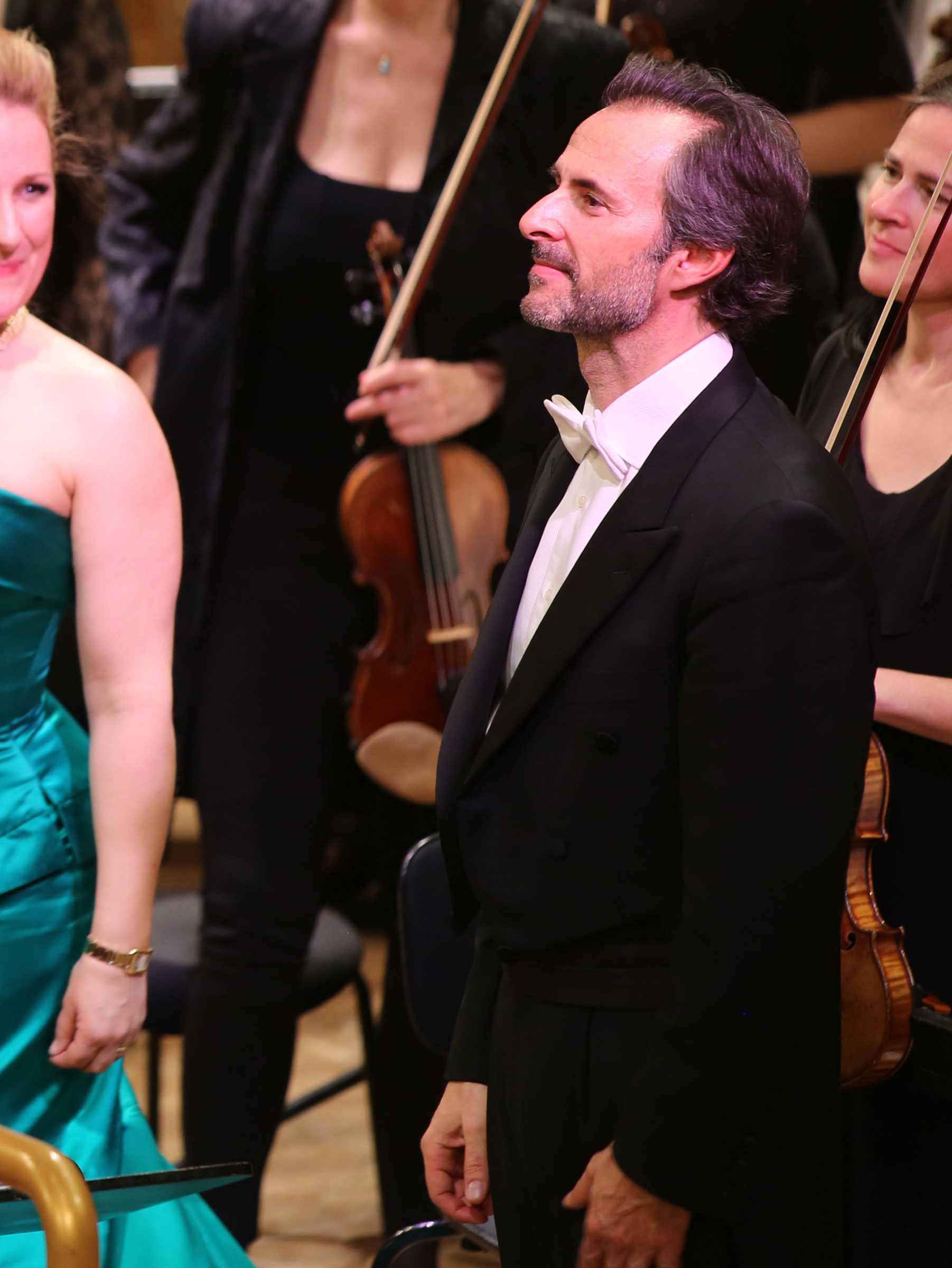

David Giménez Carreras (* 1964 in Barcelona) ist ein spanischer Dirigent aus Katalonien. Er ist Neffe des Tenors Josep Carreras und hat viele seiner Konzerte geleitet.

## Biographie
Giménez Carreras begann seine musikalische Ausbildung am Conservatori Superior de Música des Liceu in Barcelona. Anschließend wechselte er an die Hochschule für Musik in Wien und studierte weitere drei Jahre an der Royal Academy of Music in London bei Sir Colin Davis.
Sein Debüt als Dirigent erfolgte 1994 in Hamburg mit einem Konzert von Josep Carreras und den Hamburger Philharmonikern. 
In seiner weiteren Karriere hat er neben den Wiener Philharmonikern auch das Tonhalle-Orchester Zürich, das London Symphony Orchestra, das London Philharmonic Orchestra und das Orchestre de Paris geleitet.
Von September 2006 bis zum Jahr 2009 war David Giménez Carreras Musikdirektor der Orquestra Simfònica del Vallès aus Sabadell.
| Personendaten    | Personendaten           |
| ---------------- | ----------------------- |
| NAME             | Giménez Carreras, David |
| KURZBESCHREIBUNG | spanischer Dirigent     |
| GEBURTSDATUM     | 1964                    |
| GEBURTSORT       | Barcelona               |